# Atlantisch orkaanseizoen 1550-1574
Hoewel data niet voor iedere voorgekomen storm beschikbaar is uit het Atlantisch orkaanseizoen 1550-1574, waren sommige delen van de kustlijn bevolkt genoeg om betrouwbare gegevens te verzamelen over de waargenomen orkanen. Elk seizoen was een jaarlijkse cyclus van tropische cycloon-formaties in de Atlantisch stroomgebied. De meest tropische cycloonformaties vonden plaats tussen 1 juni en 30 november.

## Stormen
| Jaar | Locatie                | Datum        | Dodental | Schade/Opmerkingen                   |
| ---- | ---------------------- | ------------ | -------- | ------------------------------------ |
| 1550 | Florida Keys           | onbekend     | onbekend | Schip verloren bij Havana            |
| 1551 | Golf van Honduras      | onbekend     | Veel     | Een schip gezonken, allen verdronken |
| 1553 | West Florida           | onbekend     | 700      | onbekend                             |
| 1553 | Texas                  | onbekend     | Veel     | 16 schepen verloren                  |
| 1554 | Cuba                   | November     | onbekend | 1 schip gezonken                     |
| 1554 | Zuid Texas             | onbekend     | onbekend | 3 schepen verloren                   |
| 1559 | West Florida           | 20 augustus  | 500      | onbekend                             |
| 1565 | Oost Florida           | 22 september | onbekend | Franse schepen verloren op zee       |
| 1566 | Oost Florida           | 13 september | onbekend | onbekend                             |
| 1566 | Oost Florida           | 24 september | onbekend | onbekend                             |
| 1566 | Golf van Mexico        | onbekend     | 5+       | 4 schepen verwoest                   |
| 1567 | Bij Dominica           | onbekend     | onbekend | 6 schepen verwoest                   |
| 1571 | St. Augustine, Florida | onbekend     | onbekend | 2 schepen verloren                   |